# Ordre des Palmes Académiques

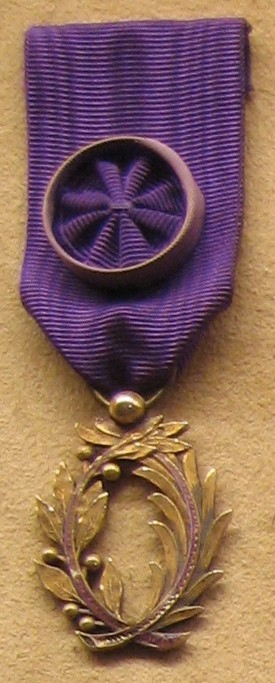
Offizierskreuz

Der Ordre des Palmes Académiques, kurz Palmes Académiques, ist eine der höchsten Auszeichnungen in Frankreich für Verdienste um das Bildungswesen.

## Bedeutung
Napoleon Bonaparte hat diese offizielle Auszeichnung 1808 für Mitglieder der Universität geschaffen. Nur die Ernennung zum Mitglied der Ehrenlegion (frz. Légion d’Honneur) ist älter; die Auszeichnung wurde 1804 ins Leben gerufen. 1866 wurde die Vergabe auch auf Personen außerhalb des Lehrbetriebes ausgedehnt, die sich große Verdienste um die Erziehung erworben hatten. Sie wurden entweder zum officier de l’Instruction publique oder zum officier d’académie ernannt.
In einem Dekret, das er am 4. Oktober 1955 unterzeichnete, wurde der Ordre des Palmes Académiques vom französischen Staatspräsidenten René Coty mit den Stufen Chevalier (Ritter), Officier (Offizier) und Commandeur (Kommandeur) eingeführt.
Zum Chevalier dans l’Ordre des Palmes Académiques kann ernannt werden, wer mindestens 35 Jahre alt und im Besitz seiner Bürgerlichen Rechte ist. Weitere Voraussetzung ist, 15 Jahre Dienst in einem Bereich geleistet zu haben, der in den Tätigkeitsbereich des Ministeriums für das Bildungs- und Schulwesen oder des Ministeriums für Jugend, Sport und Freizeit fällt.
Um zum Officier ernannt zu werden, muss man mindestens fünf Jahre lang den Titel des Ritters getragen haben.
Um zum Commandeur ernannt zu werden, muss man mindestens fünf Jahre lang den Titel des Offiziers getragen haben.
Die Nominierungen und Rangerhöhungen werden jedes Jahr am 1. Januar und am 14. Juli per Erlass des Ministers für das Bildungs- und Schulwesen bekanntgegeben.
Beim Ordenszeichen handelt es sich um eine Medaille, die aus einem veilchenfarbigen Band und einem Medaillon besteht. Das Medaillon wird (ursprünglich) durch Zweige eines Lorbeerbaumes und eines Ölbaumes gebildet. Die Farbe Veilchenblau des Bandes wurde gewählt, da es die Farbe der École Primaire, also des Primar- bzw. Grundschulbereichs, ist.
Die Gesellschaft der Mitglieder des Ordens L’Association des Membres de l’Ordre des Palmes Académiques (AMOPA), die 1962 gegründet wurde, steht unter dem Patronat des Präsidenten der Französischen Republik und des Großkanzlers der Ehrenlegion. Die AMOPA hat 115 Sektionen für Paris, die Departements Frankreichs und Übersee gebildet und ist in 75 Ländern der fünf Kontinente vertreten. AMOPA ermöglicht ihren Mitgliedern kulturelle Aktivitäten und freundschaftliche, generationenübergreifende Begegnungen. Um besonders das Aktionsfeld gegenüber den Jugendlichen und den Studierenden zu erweitern, wurde 1978 eine entsprechende Stiftung gegründet.

Bandschnallen des Ordre des Palmes Académiques
Komtur (Commandeur)
Offizier (Officier)
Ritter (Chevalier)

## Träger des Ordens
Siehe Kategorie:Träger des Ordre des Palmes Académiques
Der Orden wird sehr häufig verliehen; es folgt eine beliebige Auswahl:
- 1866: Jean-Louis Pascal, Architekt und Lehrer
- 1879: Karl von Stremayr, österreichischer Politiker, Ministerpräsident Cisleithaniens und k.k. Minister für Cultus und Unterricht
- 1890: Émilie Desjeux, Malerin
- 1908: Alwin Bielefeldt, Ministerialbeamter im Reichsversicherungsamt
- 1908: Max Kaempfert, Komponist und Musikdirektor, Frankfurt am Main und Solothurn
- 1929: Alexis Lemaître MAfr, französischer Ordensgeistlicher und römisch-katholischer Erzbischof von Karthago
- 1929: Pau Roustan, Gymnasiallehrer, Okzitanist, Dramatiker
- Paul Rohmer, elsässischer Kinderarzt
- 1938: Emile Dreyfus, Schweizer Unternehmer und Mäzen
- 1950: Hans Hickmann, Musikwissenschaftler
- 1951: Leni Neuenschwander, Sopranistin und Hochschullehrerin, veröffentlichte 1989 die Dokumentation Die Frau in der Musik
- 1957: Rudolf Jud, Historiker, Herausgeber von Erasmus und Hochschullehrer
- 1961: Wilhelm Fucks, Physiker und Hochschullehrer
- 1966/1969: Klara Marie Faßbinder, Übersetzerin der Werke Paul Claudels
- 1966/1974: Rudolf Kellermayr, Pädagoge und Kulturkritiker
- 1970: Zabihollah Safa, Literaturwissenschaftler und Historiker
- 1971: Werner Leibbrand, Psychiater und Medizinhistoriker
- 1972: Wolf Häfele, Physiker, Projektleiter des Schnellen Brüters am Kernforschungszentrum Karlsruhe
- 1972: Heinz Bittel, Physiker, Rektor der Universität Münster
- 1972: Karl Jacobs, Lehrer, Schriftsteller und Übersetzer
- 1972: Wilhelm Reusch, Archäologe, stellvertretender Direktor des Rheinischen Landesmuseum Trier
- 1973: Julius Speer, Forstwissenschaftler, Präsident der Deutschen Forschungsgemeinschaft
- 1975: Martin Georg Frohberg, Ingenieur, ordentlicher Professor für Metallurgie
- 1975: Günter Kuhfuß, Oberbürgermeister der Stadt Worms am Rhein
- 1979: Theo Buck, Germanist, Leiter der Außenstelle des DAAD in Paris
- 1979: Adolf J. Schmid, Gymnasiallehrer und Heimatforscher
- 1980: Hage Geingob, namibischer Politiker
- 1980: Karl August Schleiden, Philologe, Historiker und Verleger
- 1981: Franz Austeda, Philosoph und Pädagoge
- 1984: Klaus-Dieter Kaiser, Historiker und Lehrer
- 1986: Hermann Hofer, Romanist
- 1987: Hans-Joachim Lope, Romanist

- 1987: Klaus Kampe, deutscher Pädagoge
- 1991: Heiko Engelkes, Journalist
- 1992: Alfred Ehrentreich, Reformpädagoge und Autor
- 1994: Cahit Arf, türkischer Mathematiker
- 1995: Peter Antes, Religionswissenschaftler
- 1995: Joseph Anton Kruse, Literaturwissenschaftler
- 1996: Günther Hecht, Rektor der Technischen Universität Chemnitz-Zwickau
- 1998: Ulrich Karthaus, Germanist
- 1999: Günther Wartenberg, Kirchen- und Reformationshistoriker
- 1999: Agnès Acker, französische Astrophysikerin
- 2000: Wolfgang Jäger, Politikwissenschaftler und Rektor der Universität Freiburg
- 2001: Peter Claus Hartmann, Historiker
- 2002: Anne Neuschäfer, Philologin
- 2002: Wilfrid Perraudin, französischer Maler und Kunsterzieher
- 2002: Guy Martin, französischer Drei-Sterne-Koch
- 2003: Wolf Steinsieck, Romanist
- 2004: Ingo Kolboom, Romanist, Historiker, Politikwissenschaftler, Hochschullehrer
- 2004: Herbert Voßmerbäumer, Geologe und Hochschullehrer
- 2005: Alfred Louis, Mathematiker
- 2006: Egon Wamers, Archäologe und Museumsdirektor
- 2007: Wolfgang Balzer, Begründer des Mainzer Garnisonsmuseums und Erforscher der städtischen Garnisonsgeschichte
- 2007: Oscar W. Gabriel, Soziologe und Politikwissenschaftler
- 2008: Jochen Riebel, deutscher Politiker
- 2009: Burghart Schmidt, Historiker und Vizepräsident der Universität Paul-Valéry Montpellier III in Frankreich
- 2009: Pekka Pyykkö, finnischer Quantenchemiker
- 2011: Bernhard Eitel, Rektor der Universität Heidelberg
- 2011: Karl-Siegbert Rehberg, Soziologe
- 2011: Roland Doschka, Romanist und Hochschullehrer
- 2012: Rüdiger Ahrens, Anglist und Hochschullehrer
- 2012: Ottmar Ette, Romanist, Komparatist und Hochschullehrer
- 2012: Ulrich Rüdiger, Physiker und Hochschullehrer
- 2012: Jens-Christian Wagner, deutscher Historiker
- 2012: Heiner Wittmann, Romanist, Historiker, Politikwissenschaftler
- 2013: Roland Merten, Hochschullehrer und Staatssekretär
- 2015: Wilfried Loth, deutscher Historiker, Hochschullehrer
- 2016: Hartmut Fueß, Kristallograph, Materialwissenschaftler, Hochschullehrer
- 2020: Cheryl Toman, amerikanische Literaturwissenschaftlerin, Hochschullehrerin
- 2021: Nekane Balluerka, spanische Psychologin und Hochschullehrerin
- 2022: Jürgen Mack, deutscher Unternehmer[1]
- 2024: Felix und Till Neumann, Musiker von Zweierpasch[2][3][4]